# Vilnis Baltiņš
Vilnis Baltiņš (født 30. april 1942 i Ugāles pagasts) er Letlands Olympiske Komités tidligere præsident og dennes nuværende ærespræsident.
Sammen med familien var han blandt de deporterede letter i Sibirien fra 1951 til 1955. Baltiņš har en ikke afsluttet videregående uddannelse. Han beskæftigede sig med kanosport og blev verdensmester i 1967. Som 30-årig begyndte han at arbejde som sportstræner. Desuden var han været Letlands Filmfonds direktør og medlem af Letlands Folkefronts første og andet råd. I 1980'erne genoplivede Baltiņš den lettiske olympiske bevægelse. Den 19. november 1988 blev han præsident for Letlands Olympiske Komité, et embede han havde i fire perioder frem til 2004,  hvor den tidligere generalsekretær Aldons Vrubļevskis valgtes til præsident. Dernæst blev Baltiņš valgt til komitéens ærespræsident.
Vilnis Baltiņš udnævntes den 12. april 1995 til Kommandør af Trestjerneordenen. Han er den første der har modtaget Litauens olympiske orden, ligesom han har modtaget den estiske Terra Mariana-korsets orden. Han modtog i 2008 Letlands årlige sportspris for sin livslange indsats for sport. I 2011 var Vilnis Baltiņš den første lette til at modtage den Internationale Olympiske Komités højeste æresbevisning – Den Olympiske Orden.